# ТЕЦ BGPMR
12°42′9″ пн. ш. 101°5′11″ сх. д. / 12.70250° пн. ш. 101.08639° сх. д.
ТЕЦ BGPMR — теплова електростанція у тайській провінції Районг, в індустріальному парку Eastern Industrial Estate.
В 2019-му тайський конгломерат B.Grimm Group, який має великий портфель інвестицій у електроенергетику, придбав ТЕЦ Glow SPP 1. За усталеною в Таїланді практикою вона мала довгостроковий контракт на викуп більшої частини потужності державною електроенергетичною компанією Electric Generating Authority of Thailand (EGAT). Він завершувався у 2021 році, після чого станція підлягала демонтажу або докорінній модернізації, яка зазвичай означає спорудження нових блоків. B.Grimm Group дійсно анонсувала будівництво двох блоків в межах проекту BGPMR, втім, майданчик для них обрали за 3,5 кілометра на захід від майданчику  Glow SPP 1. Проект реалізують через компанію B.Grimm Power (AIE-MTP) Company Limited, в якій B.Grimm Group має частку у 70 %.
В 2022 та 2023 роках стали до ладу блоки BGPM1R та BGPM2R потужністю по 140 МВт, які використовують технологію комбінованого парогазового циклу. У кожному блоці дві газові турбіни живили через відповідну кількість котлів-утилізаторів одну парову турбіну.
ТЕЦ має здатність постачати підприємствам індустріальної зони технологічну пару в обсягах 60 тонн на годину.
Відповідно до згаданої вище програми сприяння малим ТЕЦ, станція BGPMR отримала 25-річний контракт на викуп 60 МВт потужності.
Як паливо станція використовує природний газ (в тій же індустріальній зоні знаходяться ГПЗ Районг, через який проходить продукція родовищ Сіамської затоки, та термінал для імпорту ЗПГ Мап-Та-Пхут).